# Arquidiócesis de San Juan
La arquidiócesis de San Juan de Puerto Rico (en latín: Archidioecesis Sancti Joannis Portoricensis) es una circunscripción eclesiástica de la Iglesia católica en Puerto Rico. Se trata de una arquidiócesis latina, sede metropolitana de la provincia eclesiástica de San Juan de Puerto Rico. Desde el 26 de marzo de 1999 su arzobispo es Roberto Octavio González Nieves, de la Orden de Frailes Menores.

## Territorio y organización

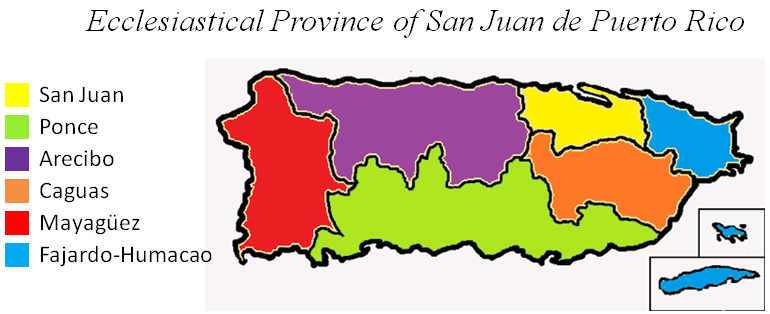
Provincia eclesiástica de Puerto Rico

La arquidiócesis tiene 1056 km² y extiende su jurisdicción sobre los fieles católicos de rito latino residentes en los 9 municipios de: Bayamón, Carolina, Cataño, Dorado, Guaynabo, San Juan, Toa Alta, Toa Baja y Trujillo Alto.
La sede de la arquidiócesis se encuentra en la ciudad de San Juan, en donde se halla la Catedral de San Juan Bautista.
La arquidiócesis tiene como sufragáneas a las diócesis de: Arecibo, Caguas, Fajardo-Humacao, Mayagüez y Ponce.
En 2022 en la arquidiócesis existían 141 parroquias agrupadas en 6 vicarías episcopales de zona: Zona de Bayamón, Zona de Carolina, Zona de Toa y La Plata, Guaynabo-Puerto Nuevo, Zona Río Piedras-Trujillo Alto y Zona de San Juan-Santurce.

## Historia
Después de dos intentos fallidos con las bulas Illius Fulciti del 20 de noviembre de 1504 y Universalis Ecclesiae del 28 de julio de 1508, el rey Fernando el Católico y el papa Julio II llegaron a unos acuerdos para la erección de las Iglesias particulares en el Nuevo Mundo. Mediante la bula Romanus Pontifex del 8 de agosto de 1511 se cambió el proyecto inicial de un arzobispado y dos diócesis en La Española y se erigieron tres nuevas diócesis, la de Concepción de la Vega, Santo Domingo y Puerto Rico.
Se nombraron los tres obispos, siendo el de Puerto Rico Alonso Manso, canónigo magistral de Salamanca. Salió de esa ciudad y llegó a la isla de San Juan el 25 de diciembre de 1512. Manso no solo fue el primer obispo de la diócesis de Puerto Rico, sino el primero en llegar a las Indias. Primero perteneció a la provincia eclesiástica de la archidiócesis de Sevilla. Manso ocupó la silla episcopal durante 26 años. En 1519 la diócesis se amplió, incluyendo en su territorio todas las Antillas Menores.
El 12 de febrero de 1546 la diócesis pasó a formar parte de la provincia eclesiástica de la arquidiócesis de Santo Domingo. El territorio de la diócesis de San Juan de Puerto Rico incluía a la provincia de Guayana en Tierra Firme hasta la erección de la diócesis de Santo Tomás de Guayana el 20 de mayo de 1790 que fue originalmente sufragánea de la arquidiócesis de Santo Domingo. Cuando la parte española de dicha isla fue cedida a los franceses en el 1798, Puerto Rico pasó a ser sufragánea de la arquidiócesis de Santiago de Cuba.
El 20 de mayo de 1790 cedió una porción de su territorio para la erección de la diócesis de Santo Tomás de Guayana (hoy arquidiócesis de Ciudad Bolívar).
El 24 de noviembre de 1803, en virtud de la bula In universalis Ecclesiae regimine del papa Pío VII, la diócesis pasó a formar parte de la provincia eclesiástica de la archidiócesis de Santiago de Cuba.
El 28 de noviembre de 1816, a raíz de la bula Divinis praeceptis del papa Pío VII, volvió a ser sufragánea de la archidiócesis de Santo Domingo.
Como consecuencia del Tratado de París de 1898, Puerto Rico pasó a los Estados Unidos. En 1899 nombró la Santa Sede a Jaime H. Blenk como primer obispo bajo el nuevo régimen de gobierno. A su llegada encontró una diócesis en crisis debido a los efectos de la aplicación inmediata del régimen de separación de la Iglesia y el Estado y la incautación por el gobierno militar de los bienes inmuebles de la Iglesia católica. El 20 de febrero de 1903, la diócesis de Puerto Rico quedó separada de la provincia eclesiástica de Santiago de Cuba y sujeta directamente a la Santa Sede mediante el breve apostólico Actum Praeclare del papa León XIII. Blenk se vio obligado a entablar un pleito contra el Gobierno que llegó hasta el mismo Tribunal Supremo. El litigio se resolvió a favor de la Iglesia.
Con el breve Actum Praeclare del 20 de febrero de 1903, el papa León XIII separó la diócesis de la provincia eclesiástica de Santiago de Cuba, a la que entretanto había vuelto a estar sometida, y la sometió inmediatamente a la Santa Sede.
En 1917 la diócesis celebró un sínodo presidido por el obispo William Ambrose Jones, quien logró dotar a las parroquias de una estructura financiera que les permitiera funcionar correctamente.
El 21 de noviembre de 1924, con la bula Ad Sacrosanctum Apostolatus Officium del papa Pío XI asumió el nombre de diócesis de San Juan de Puerto Rico. Con la misma bula, la diócesis cedió una porción de su territorio para la erección de la diócesis de Ponce y al mismo tiempo amplió su territorio con las Islas Vírgenes Americanas, que hasta entonces habían pertenecido a la diócesis de Roseau.
El 30 de abril de 1960, en virtud de la bula Cum apostolicus del papa Juan XXIII, cedió otras porciones de territorio para la erección de la diócesis de Arecibo y de la prelatura territorial de las Islas Vírgenes (hoy diócesis de Saint Thomas) y al mismo tiempo fue elevada al rango de arquidiócesis metropolitana.
El 4 de noviembre de 1964 cedió otra porción de su territorio para la erección de la diócesis de Caguas mediante la bula Quod munus del papa Pablo VI.
El 21 de octubre de 1968 en virtud del decreto Maiori Christifidelium de la Congregación para los Obispos adquirió el territorio del municipio de Toa Baja, que pertenecía a la diócesis de Arecibo.
Durante el episcopado de Luis Aponte Martínez se fundaron varios colegios católicos, reorganizados bajo una superintendencia diocesana; se impulsaron los medios de comunicación, entre ellos el semanario El Visitante, las emisoras AM-81 y Radio Oro, y la cadena de televisión Canal 13. Se inició un santuario nacional dedicado a la Virgen de la Divina Providencia, declarada patrona de Puerto Rico por el papa Pablo VI.
El 11 de marzo de 2008 cedió una porción más de su territorio para la erección de la diócesis de Fajardo-Humacao mediante la bula Venerabiles Fratres del papa Benedicto XVI.

### Embargo judicial y bancarrota
El 27 de marzo de 2018 la Corte Suprema de Puerto Rico decretó el embargo de las propiedades de la arquidiócesis y de sus diócesis sufragáneas tras el «daño irreparable» ocasionado a los profesores jubilados de los colegios católicos de San Juan debido al impago de sus pensiones. Poco después, el 29 de agosto de ese año la arquidiócesis se acogió a la situación de bancarrota al declararse incapaz de afrontar los 4.7 millones de dólares adeudados a los maestros. Finalmente, el 7 de septiembre un juzgado de la bancarrota de los Estados Unidos concedió la solicitud de quiebra y permitió a la arquidiócesis eludir su obligación de pago a los pensionistas. Dicha bancarrota se extendía a todas las diócesis del país, según decisión del tribunal.

## Estadísticas
Según el Anuario Pontificio 2023 la arquidiócesis tenía a fines de 2022 un total de 860 640 fieles bautizados.
| Año                                                                             | Población            | Población | Población      | Sacerdotes | Sacerdotes    | Sacerdotes    | Bautizados por sacerdote | Diáconos permanentes | Religiosos | Religiosos | Parroquias |
| Año                                                                             | Bautizados católicos | Total     | % de católicos | Total      | Clero secular | Clero regular | Bautizados por sacerdote | Diáconos permanentes | Varones    | Mujeres    | Parroquias |
| ------------------------------------------------------------------------------- | -------------------- | --------- | -------------- | ---------- | ------------- | ------------- | ------------------------ | -------------------- | ---------- | ---------- | ---------- |
| 1949                                                                            | 1 130 000            | 1 200 000 | 94.2           | 173        | 41            | 132           | 6531                     |                      | 147        | 342        | 63         |
| 1966                                                                            | 700 000              | 800 000   | 87.5           | 255        | 66            | 189           | 2745                     |                      | 220        | 639        | 53         |
| 1970                                                                            | 970 400              | 1 500 000 | 64.7           | 278        | 89            | 189           | 3490                     |                      | 234        | 391        | 83         |
| 1976                                                                            | 874 240              | 1 090 800 | 80.1           | 320        | 88            | 232           | 2732                     |                      | 294        | 833        | 110        |
| 1980                                                                            | 1 002 080            | 1 252 600 | 80.0           | 327        | 108           | 219           | 3064                     | 57                   | 313        | 750        | 119        |
| 1990                                                                            | 989 000              | 1 237 000 | 80.0           | 346        | 124           | 222           | 2858                     | 241                  | 306        | 629        | 146        |
| 1999                                                                            | 1 127 197            | 1 408 997 | 80.0           | 326        | 149           | 177           | 3457                     | 263                  | 219        | 314        | 153        |
| 2000                                                                            | 1 007 197            | 1 393 611 | 72.3           | 349        | 142           | 207           | 2885                     | 262                  | 291        | 506        | 154        |
| 2001                                                                            | 1 000                | 1 435 782 | 69.6           | 345        | 135           | 210           | 2898                     | 265                  | 284        | 489        | 154        |
| 2002                                                                            | 1 001 628            | 1 460 593 | 68.6           | 330        | 134           | 196           | 3035                     | 256                  | 279        | 554        | 154        |
| 2003                                                                            | 1 011 178            | 1 697 435 | 59.6           | 328        | 139           | 189           | 3082                     | 242                  | 252        | 380        | 154        |
| 2004                                                                            | 1 064 622            | 1 419 496 | 75.0           | 335        | 144           | 191           | 3177                     | 241                  | 251        | 510        | 154        |
| 2010                                                                            | 898 218              | 1 281 893 | 70.1           | 279        | 115           | 164           | 3219                     | 165                  | 203        | 459        | 142        |
| 2014                                                                            | 912 000              | 1 305 000 | 69.9           | 239        | 116           | 123           | 3815                     | 202                  | 141        | 278        | 142        |
| 2017                                                                            | 929 000              | 1 330 000 | 69.8           | 198        | 103           | 95            | 4691                     | 200                  | 121        | 387        | 177        |
| 2020                                                                            | 888 850              | 1 272 500 | 69.9           | 190        | 106           | 84            | 4678                     | 197                  | 98         | 378        | 143        |
| 2022                                                                            | 860 640              | 1 229 500 | 70.0           | 175        | 98            | 77            | 4917                     | 195                  | 91         | 370        | 141        |
| Fuente: Catholic-Hierarchy, que a su vez toma los datos del Anuario Pontificio. |                      |           |                |            |               |               |                          |                      |            |            |            |